# Historia de la doncella Carcayona
La Historia de la doncella Carcayona, Arcayona o Carcaysiyona, hija del rey Nahrab con la paloma, es una leyenda folklórica muy popular entre los moriscos españoles que se ha transmitido a través de seis manuscritos aljamiados que provienen de un arquetipo redactado en el siglo XVI. 

## Argumento
Un rey idólatra de la India llega a los cien años sin haber tenido hijos; los astrólogos le recomiendan diversas especias afrodisiacas y le aseguran que tendrá una hija bajo el signo de Venus. En efecto, su mujer concibe una hija, pero muere en el parto. El rey la encierra en una torre y cuando tiene once años la visita y se enamora de ella; pero esta rechaza su amor incestuoso recordándole la virtud de sus honrosos antepasados, y este depone su actitud; al hacerle preguntas religiosas, el padre le regala un ídolo copia del que él tiene, y ella lo adora; pero sale del ídolo una mosca que le enseña plegarias musulmanas; al rezarlas, huye el rey de los demonios y ella queda postrada varios días, hasta que la visita una paloma que le enseña las normas de la religión islámica; luego intenta que su padre se convierta, y este le amenaza con cortarle las manos y expulsarla del reino. Ella invoca a la paloma y le pide consejo; la paloma le dice que si persiste en su actitud, será recompensada. El rey le corta las manos y la expulsa del reino, y ella se refugia en una cueva del monte hacia la cual la guía una cierva que la alimenta hasta que la encuentra el príncipe de Aquitania, que se enamora de ella; se convierte a la religión islámica y la lleva a su castillo, donde tiene de ella un hijo. Pero debe marchar a la guerra. Unas mujeres escriben una carta falsa del hijo a la madre del príncipe para que la expulse por haber seguido una religión falsa y haberla extendido por el reino; así lo hace y vuelve a la cueva del monte con su hijo; la cierva amamanta a la vez a la madre y al hijo. La paloma se le aparece y le dice que pida a Dios que le devuelva las manos para cuidar mejor a su hijo, pero ella no se atreve a pedirle nada a Dios. Pero Dios le manda un reparador sueño y se despierta con sus manos milagrosamente devueltas. Además el príncipe ha vuelto y busca y encuentra a Carcayona, pero esta recela de él, porque cree también que ha dejado el islam y que realmente la ha abandonado; pero la paloma reaparece y la convence de la sinceridad de su esposo, pero se niega a volver al ingrato país del príncipe; y este funda una ciudad junto a un río donde serán felices para siempre.

## Orígenes
Esta leyenda islámica piadosa es en realidad un motivo folklórico universal, el T411.1 conocido en el Index of folk-literature (1970, V), de Stith Thompson como La doncella de las manos cortadas, o, entre los franceses, Manekine. Hay versiones francesas, italianas, catalanas, castellanas, inglesas y alemanas. También se inscribe en el motivo folklórico superior de "la mujer perseguida" o virtuosa.

## Trascendencia
Esta leyenda inspiró el "Romance de Delgadina" y el drama de Fernando Fernán Gómez Del rey Ordás y su infamia (1983).

## Ediciones
Francisco Guillén Robles tradujo una versión en Leyendas moriscas, Madrid, M. Tello, 1885, vol. I, 181-221; más recientemente Álvaro Galmés de Fuentes hizo otra edición sobre un manuscrito distinto; hoy en día existe la edición crítica de Pino Valero Cuadra (Alicante, Universidad de Alicante, 2000).